# Centrum Nauki Kopernik (stanice metra ve Varšavě)
Centrum Nauki Kopernik je stanice varšavského metra na lince M2. Kód stanice je C-13. Otevřena byla 7. března 2015. Ze stanice je možnost přestupu na autobus. Leží v městské části Śródmieście u Science centra Koperník.